# Piefke, der Schrecken der Kompanie
Piefke, der Schrecken der Kompanie ist ein deutscher Verwechslungsfilm von Wolfgang Wehrum aus dem Jahr 1958.

## Handlung
Weil Erbprinz Johann August Friedrich von Krakelsburg-Kummerstein nichts als Frauen im Kopf hat und ständig nur in Paris weilt, wird er von seinem Vater Fürst Paul XIII. zum Militärdienst in der Kaserne der Kleinstadt Wummsen verpflichtet. Da der Erbprinz jedoch noch nie was von des Vaters Meinung gehalten hat, reist er umgehend zurück nach Paris.
In Wummsens Kaserne kommt zufällig der Friseur Johann August Friedrich mit Freunden an, die ebenfalls eingezogen wurden. Er ist dem Erbprinzen wie aus dem Gesicht geschnitten, doch erweist er sich als ausnehmender Trottel, der selbst zu dämlich zum Schießen und Reiten ist. In der Kaserne wird er bald von allen abschätzig Piefke genannt. Als Graf Seefels und der Vertraute des Erbprinzen Oberleutnant Lutz von Witzenhausen der Kompanie einen Überraschungsbesuch abstatten, erlegt Piefke mit einem Sonntagsschuss einen Schwan, auch wenn er ansonsten nicht einmal in der Lage ist, die eigentlich zu treffende Zielscheibe auch nur anzuvisieren. Graf Seefels erstattet dem Fürsten Bericht, dass sein Sohn ein exzellenter Schütze sei und der plant, in der Kaserne nun offiziell ein Militärmanöver abhalten zu lassen, um sich inkognito über die Fortschritte seines Sohnes zu informieren.
In der Kaserne weiß unterdessen nur ein eingeweihter Kreis, dass Piefke der Erbprinz sein soll, sodass ihm für ihn selbst unverständlich einige Annehmlichkeiten von hoher Stelle zuteilwerden, während die unwissenden niedrigeren Vorgesetzten ihn weiterhin schikanieren. Der Erbprinz wiederum weilt immer noch in Paris, wird jedoch von Oberleutnant Lutz von Witzenhausen zurück nach Wummsen beordert, da der Fürst den Schwindel um Piefke auf alle Fälle erraten würde.
Beim Manöver stellt sich Piefke wie immer unbedarft an, überrennt mit seinem Pferd die feindlichen Linien und zerstört schließlich ein Hornissennest, was ihn zu schnellem Galopp nötigt und aus der Ferne wie eine wagemutigen Reiter erscheinen lässt. In letzter Sekunde gelingt es dem Erbprinzen und von Witzenhausen, Piefke einzusperren, die Kleidung abzunehmen und den Erbprinzen an seiner Stelle auftreten zu lassen. Für seine Reitkünste wird er von seinem Vater zum Rittmeister ernannt. Da er jedoch umgehend nach Paris zurückkehren will, schlüpft Piefke bei der am nächsten Tag stattfindenden Militärparade noch einmal in die Rolle des Erbprinzen. Er hilft einem unglücklichen Liebespaar zu einem Happy End: Die Tochter des Oberst Stiefels, Luise, liebt schon lange den Oberleutnant Joachim Jordan. Da ihr Vater jedoch unbedingt einen Adelstitel in der Familie haben will, sollte Luise eigentlich den Hauptmann Tilo von Weihrauch heiraten. Piefke erhebt nun kurzerhand als Erbprinz Oberst Stiefel in den Adelsstand und Oberleutnant Joachim Jordan zum Hauptmann. Da er Luise und Joachim zudem auffordert, sich öffentlich zu küssen, steht der Verbindung nun nichts mehr im Weg. Auch er selbst findet zu seiner großen Liebe: Die junge Annemarie, die ihn als Erbprinzen schon aufgegeben hatte, erfährt nun, dass Piefke in Wirklichkeit Friseur ist und beide werden ein Paar.

## Produktion
Piefke, der Schrecken der Kompanie wurde im Arca-Filmstudio Berlin hergestellt. Die Uraufführung fand am 30. Oktober 1958 im Palast-Theater in Hannover statt.
Im Fernsehen lief der Film auch unter dem Alternativtitel Harald Juhnke, der Schrecken der Kompanie.

## Kritik
Das Lexikon des internationalen Films konstatierte, dass der Film ein „Verwechslungsschwank auf sehr niedrigem Kasernenhofniveau“ sei. Die Onlineversion des Lexikons sah in dem Film eine „um 1910 angesiedelte Verwechslungskomödie mit viel Klamauk und derben Zoten.“
Cinema befand, die „Militärklamotte [...] war schon in den 50ern nicht lustig.“